# 25663 Nickmycroft
25663 Nickmycroft (tên chỉ định: 2000 AD89) là một tiểu hành tinh vành đai chính. Nó được phát hiện bởi dự án Nghiên cứu tiểu hành tinh gần Trái Đất Lincoln ở Socorro, New Mexico, ngày 5 tháng 1 năm 2000. Nó được đặt theo tên Nicholas Mycroft Christensen, an American high school student và finalist in the 2010 Intel Science Talent Search.